# Pierrefitte-sur-Sauldre
Pierrefitte-sur-Sauldre é uma comuna francesa na região administrativa do Centro, no departamento Loir-et-Cher. Estende-se por uma área de 75,91 km². Em 2010 a comuna tinha 788 habitantes (densidade: 10,4 hab./km²).